# مایک برونر
مایک برونر (به انگلیسی: Mike Bruner) (زادهٔ ۲۳ ژوئیهٔ ۱۹۵۶) شناگر اهل ایالات متحده آمریکا است.